# Engelbert Kaps
Engelbert Kaps (19. února 1888, Jeseník – 20. prosince 1975, Řezno, Západní Německo) byl slezský německý akademický sochař narozený a působící hlavně v oblasti Jesenicka. Známé jsou především jeho válečné památníky a hrobky.

## Život
Engelbert Knaps se narodil v Jeseníku a mezi lety 1903 a 1906 navštěvoval zemskou školu pro mramorový průmysl v Supíkovicích. V letech 1907–1914 absolvoval studium sochařství na vídeňské Akademii. Po studiích se vrátil zpět do svého rodného města, kde měl ateliér u svého tchána. V roce 1921 se odstěhoval do Supíkovic, kde měl vlastní ateliér. V roce 1923 patřil k zakládajícím členům spolku Vereinigung bildender Künstler Schlesiens („Společenství výtvarných umělců Slezska“), se kterým vystavoval v Opavě i v jiných městech. Mezi lety 1938 a 1941 byl starostou Supíkovic. V Supíkovicích bydlel až do nuceného odsunu v roce 1946. Zbytek svého života strávil v Regensburgu, kde v roce 1975 zemřel.

## Dílo

### Styl
Engelbert Kaps se celý svůj život věnoval především monumentální a portrétní tvorbě. Vytvořil velké množství bust významných osobností, figurálních plastik a mnoho válečných pomníků a hrobek. Ve svých dílech vycházel z realismu a pro něj charakteristického uměleckého projevu dosahoval stylizací. Jeho díla bývala často navržena jako monumentální sloupy, které byly dekorované válečnými motivy. Půbobivost tvorby Engelberta Kapse tkví v prostorovém podání dokonale promyšlené kompozice.

### Významná díla
- Bílý Potok
  - Památník obětem 1. světové války v Bílém Potoce
- Jeseník
  - válečný pomník ve tvaru pylonu na křížovém podstavci (zničen roku 1945)
- Mikulovice
  - válečný pomník z nahrubo otesaných žulových kvádrů s lavicemi na sezení a reliéfem raněných vojáků (zničen roku 1945)
- Rejvíz
  - pomník z pěti kamenných sloupů spojených měděným kalichem hořkosti, na sloupech jsou železné kříže s válečnými letopočty 1914–1918
- Vrbno pod Pradědem
  - pomník na stěně kostela jehož plocha je rozdělena na části s reliéfy zobrazujícími válečné motivy
- Zlaté Hory (hřbitov)
  - dva pomníky rodiny Försterů, oba zapsané v seznamu kulturních památek České republiky[4]
- Opava (hřbitov)
  - pomník rodiny Drechslerů
  - pomník Carla Weisshuhna (odstraněn kvůli rozšíření hřbitova)
  - hrobka polního maršála E. von Böhm-Ermölliho
  - hrobka poslance vídeňského parlamentu A. Lassmanna
  - hrobka slezského básníka V. E. Heegera

## Galerie

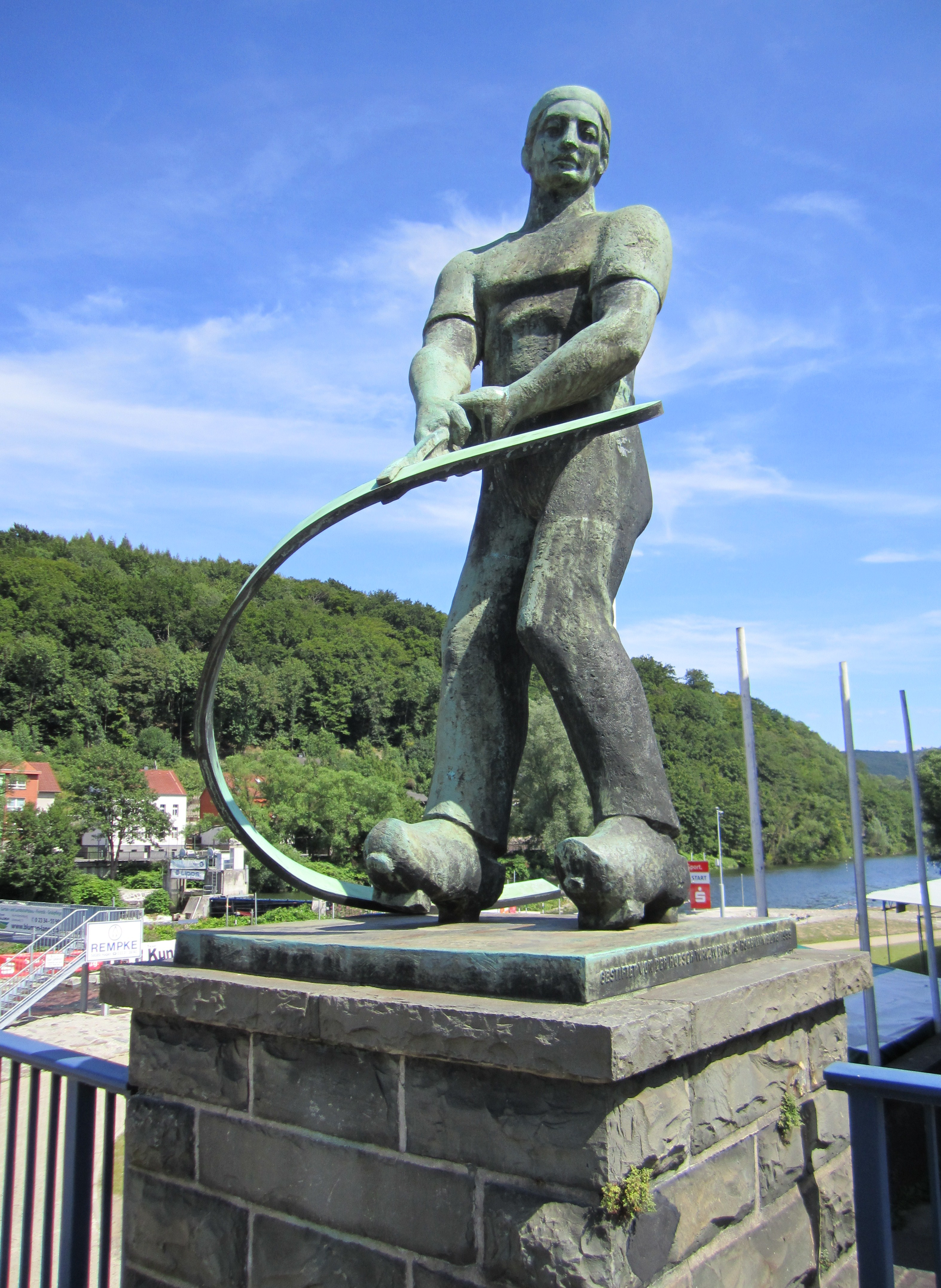
„Warmwalzer“ památník v Hagenu, byl odhalena na silničním mostě přes Lennu v roce 1959. Navrhl a odlil do bronzu sochař Engelbert Kaps
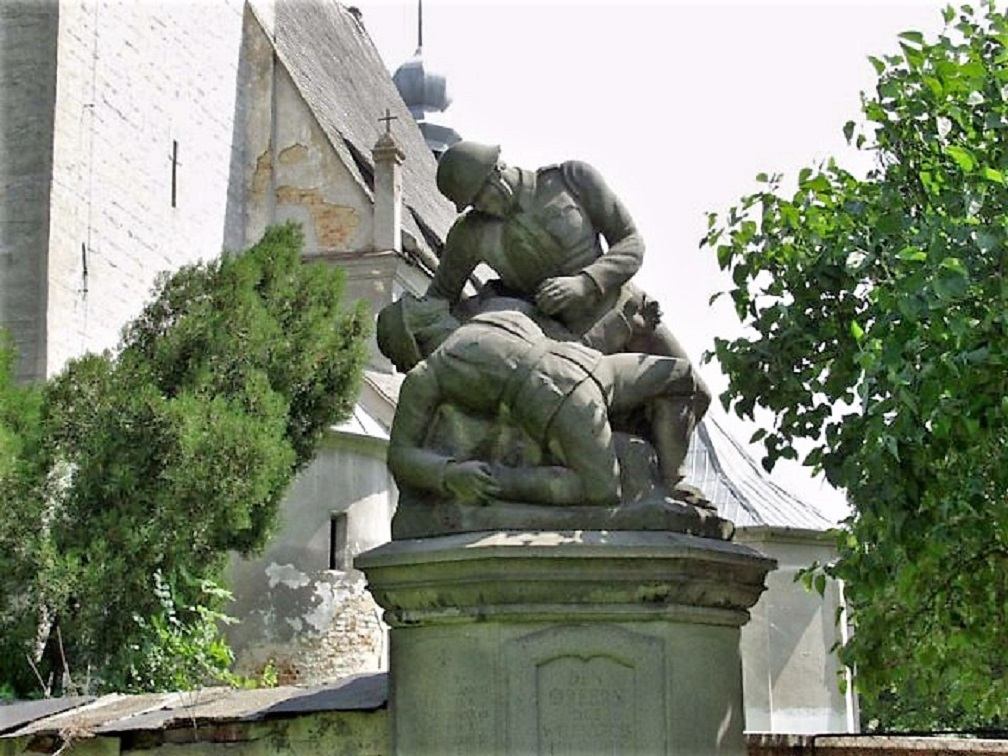
Bravantice - Památník obětem 1. světové války před kostelem sv. Valentýna, vytvořil v roce 1923 sochař Engelbert Kaps
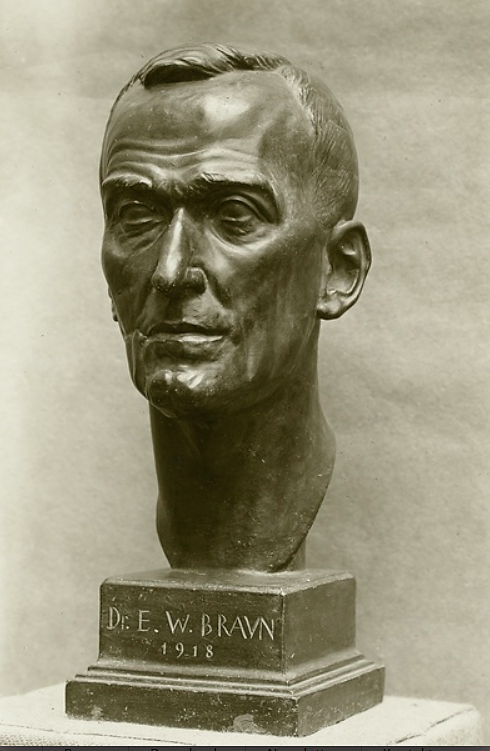
Bronzová busta německého historika umění Dr. E. W. Brauna (1870-1957). Vytvořeno v roce 1918 sochařem Engelbertem Kapsem.
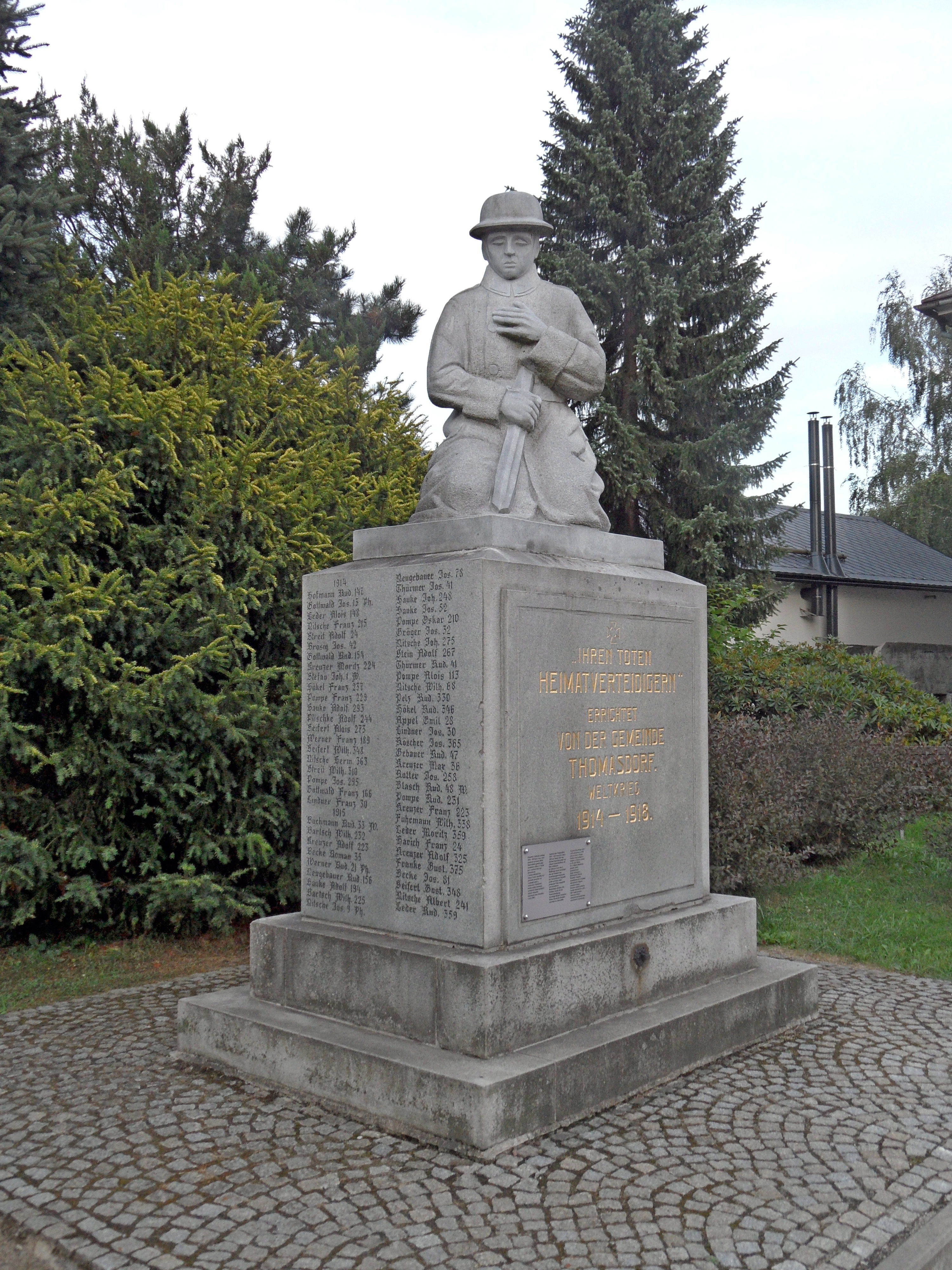
Bělá pod Pradědem - Památník obětem 1. světové války, vytvořil v roce 1923 sochař Engelbert Kaps
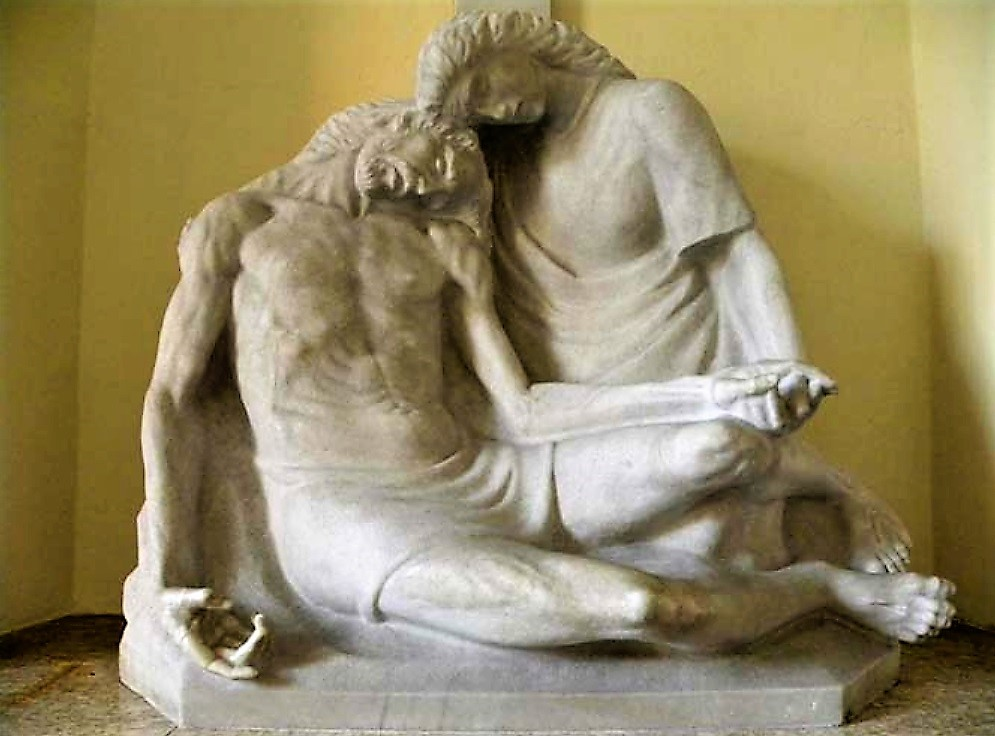
Odry – Pieta, kostel svatého Bartoloměje. Vytvořil v roce 1931 sochař Engelbert Kaps
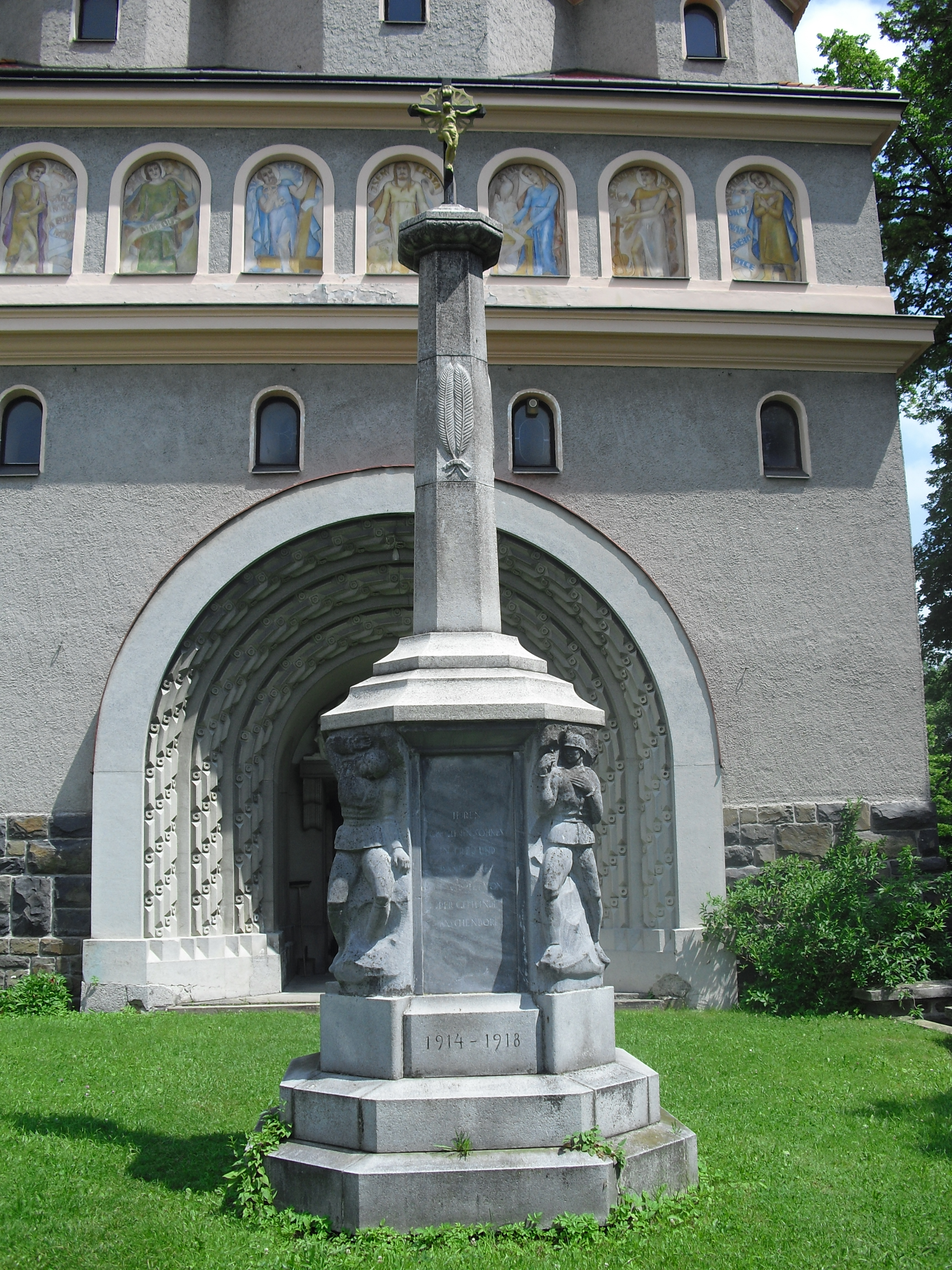
Tošovice - Památník obětem první světové války před kostelem sv. Martina. Vytvořil v roce 1922 sochař Engelbert Kaps.